# 巴江
巴江 (はこう)、板橋河とも、は中華人民共和国雲南省を流れる河川である。南盤江最大の支流にして大疊水瀑布の水源である川である。石林彝族自治県鹿阜街道北大村山神廟峰を源流とする。